# Lijst van beschermd erfgoed in Villers-la-Ville
Onderstaande tabel geeft een overzicht van de beschermde erfgoederen in de gemeente Villers-la-Ville. Het beschermd erfgoed maakt deel uit van het cultureel erfgoed in België.
| Object                                                                             | Bouwjaar/architect | Deelgemeente | Adres                     | Coördinaten                   | Nummer?                | Afbeelding                                                                         |
| ---------------------------------------------------------------------------------- | ------------------ | ------------ | ------------------------- | ----------------------------- | ---------------------- | ---------------------------------------------------------------------------------- |
| Ruïnes Abdij van Villers                                                           |                    |              |                           | 50° 35' 26" NB, 4° 31' 47" OL | 25107-CLT-0001-01 Info | Ruïnes Abdij van Villers                                                           |
| Uitbreiding klassering van de site van de ruïnes van de abdij van Villers-la-Ville |                    |              |                           | 50° 35' 7" NB, 4° 30' 52" OL  | 25107-CLT-0002-01 Info | Uitbreiding klassering van de site van de ruïnes van de abdij van Villers-la-Ville |
| Gevels en daken van de boerderij van de oude abdij genaamd ferme de la Basse-Cour  |                    |              | avenue de Speeckaert n°20 | 50° 35' 7" NB, 4° 31' 41" OL  | 25107-CLT-0003-01 Info | Gevels en daken van de boerderij van de oude abdij genaamd ferme de la Basse-Cour  |
| Kapel Notre-Dame Auxiliatrice du Triolet en omgeving                               |                    |              |                           | 50° 32' 23" NB, 4° 32' 0" OL  | 25107-CLT-0005-01 Info | Kapel Notre-Dame Auxiliatrice du Triolet en omgeving                               |
| Domaine de la Hutte op het grondgebied van Villers-la-Ville                        |                    |              |                           | 50° 32' 13" NB, 4° 28' 14" OL | 25107-CLT-0007-01 Info |                                                                                    |
| Vallei van de Thyle stroomopwaarts en stroomafwaarts van de molen Hollers          |                    |              |                           | 50° 34' 23" NB, 4° 30' 32" OL | 25107-CLT-0008-01 Info |                                                                                    |
| Ruïnes Abdij van Villers en omliggend terrein                                      |                    |              |                           | 50° 35' 26" NB, 4° 31' 47" OL | 25107-PEX-0001-01 Info | Ruïnes Abdij van Villers en omliggend terrein                                      |
| Uitbreiding klassering van de site van de ruïnes van de abdij van Villers-la-Ville |                    |              |                           | 50° 35' 7" NB, 4° 30' 52" OL  | 25107-PEX-0002-01 Info |                                                                                    |